# Velká pečeť Francie

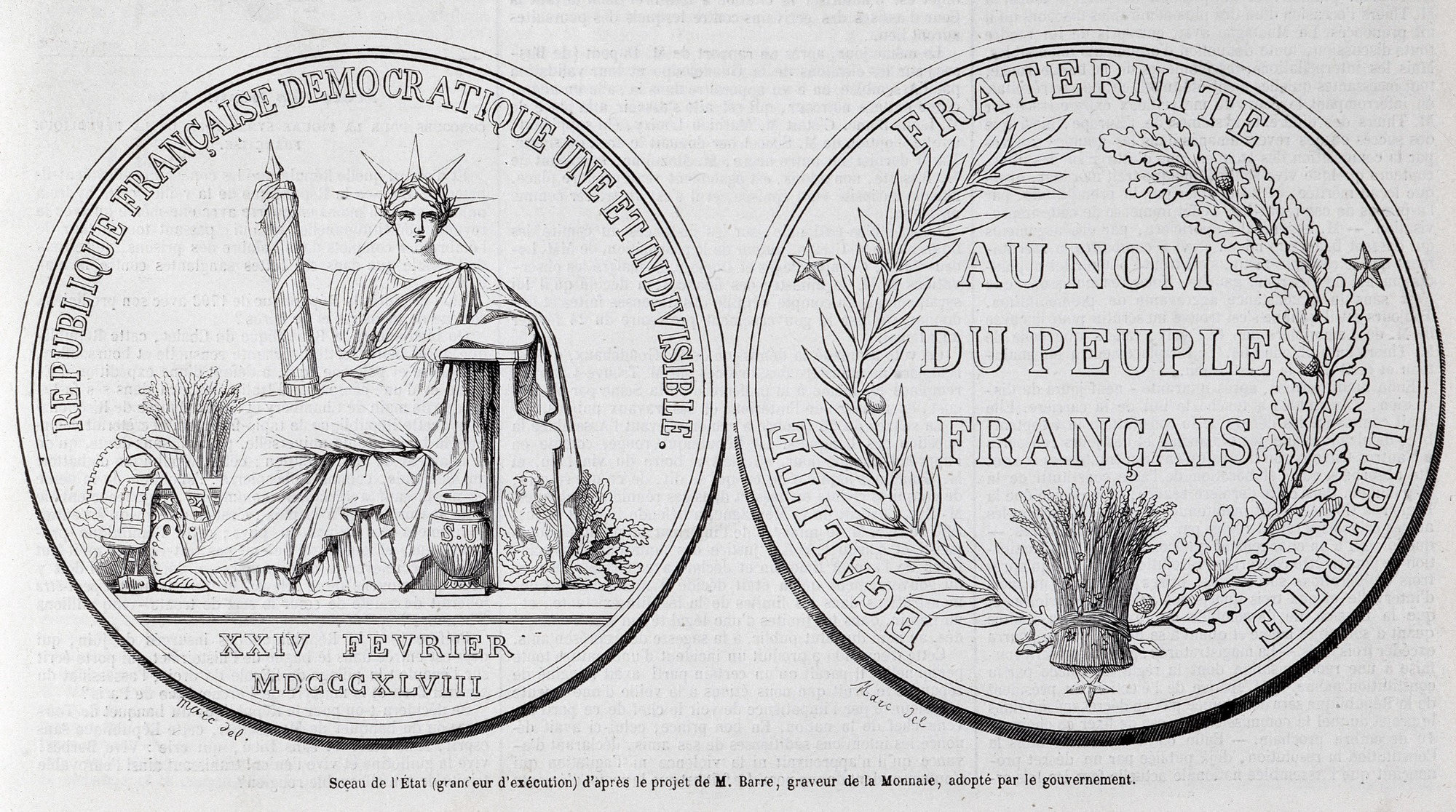
Obě strany pečeti z období třetí republiky.

Velká pečeť nebo Velká pečeť Francie je oficiální pečeť Francouzské republiky. Jejím autorem je rytec Jacques-Jean Barre.

## Dějiny
První pečeti používali již merovejští králové na potvrzení svých výnosů. Královské pečeti z původně jednoduchých pečetních prstenů se za Kapetovců zvětšily až na 12 cm v průměru, což je rozměr i současné státní pečeti.
Královské pečeti představovaly tzv. majestátní typ zobrazující krále sedícího na trůnu jako vládce. Ovšem každý král používal vlastní vzhledově jedinečnou pečeť.
Po zrušení monarchie a vzniku republiky dne 21. září 1792 byl konec Ancien régime symbolizován zlomením státního pečetidla a jejich odesláním k roztavení do mincovny. Od září 1792, pod vedením Dantona, tehdejšího ministra spravedlnosti, Národní konvent určil vzhled pečeti první republiky: Svoboda je znázorněna ve stoje, opírající se jednou rukou o fasces a druhou o kopí se zavěšenou čapkou svobody.
Napoleon I., Ludvík XVIII. a Karel X. se navrátili k majestátní pečeti, Ludvík Filip byl na pečeti symbolizován svojí bustou.
Aktuální pečeť pochází z období druhé republiky. Ta navazovala na prvorepublikovou pečeť a jejím zhotovením byl pověřen rytec Jacques-Jean Barre podle dekretu z 8. září 1848.

## Popis
Velká pečeť Francie představuje Svobodu zobrazenou jako sedící bohyně Junona se sedmicípým vavřínovým věncem na hlavě. V jedné ruce drží fasces, symbol spravedlnosti; druhou se opírá o kormidlo s vyobrazeným kohoutem, který drží v jednom pařátu zemský glóbus. U nohou Svobody se nachází urna s písmeny S a U (suffrage universel, tj. všeobecné volební právo). Po pravé straně Svobody jsou v pozadí symboly umění (hlavice sloupu), zemědělství (snop pšenice) a průmyslu (ozubené kolo). Po její levici jsou dubové listy jako symbol spravedlnosti a moudrosti. V pečetní legendě je opis RÉPUBLIQUE FRANÇAISE, DÉMOCRATIQUE, UNE ET INDIVISIBLE (Francouzská republika, jedna a nedělitelná). Nápis pod postavou ve spodní části pečeti XXIV FÉVRIER MDCCCXLVIII (24. únor 1848, datum vyhlášení Druhé republiky Lamartinem) byl vymazáno někdy kolem roku 1878.
Kontrasigilum (zadní strana pečeti) obsahuje slova AU NOM DU PEUPLE FRANÇAIS (jménem francouzské lidu) obklopené věncem z dubu a olivovníku svázanými klasy pšenice a hrozny a opisem ÉGALITÉ, FRATERNITÉ, LIBERTÉ.
Alegorie zobrazené Svobody sloužila také jako model pro Bartholdiho Sochu svobody.

## Použití
Za druhé republiky se používání pečeti omezovalo na zákony a vyhlášky Národního shromáždění a diplomatické smlouvy. V této době se k titulu strážce pečeti oficiálně přidal i titul ministra spravedlnosti.
Po druhém císařství byla praxe pečetění zákonů postupně opuštěna a republika si zpečetění vyhradila pouze pro ústavní zákony a smlouvy.
V rámci čtvrté republiky byla zpečetěna pouze Ústava z 27. října 1946. Od páté republiky po zapečetění ústavy 4. října 1958 se ujal zvyk pečetit pouze určité ústavní zákony.

## Zpečetění
Pečetní obřady se vždy konají v kancléřství, kde strážce pečetí, ministr spravedlnosti, uchovává pečetní lis upevněný na kusu nábytku, který si objednal Jean-Jacques-Régis de Cambacérès v roce 1810 s pečetidlem státní pečeti.

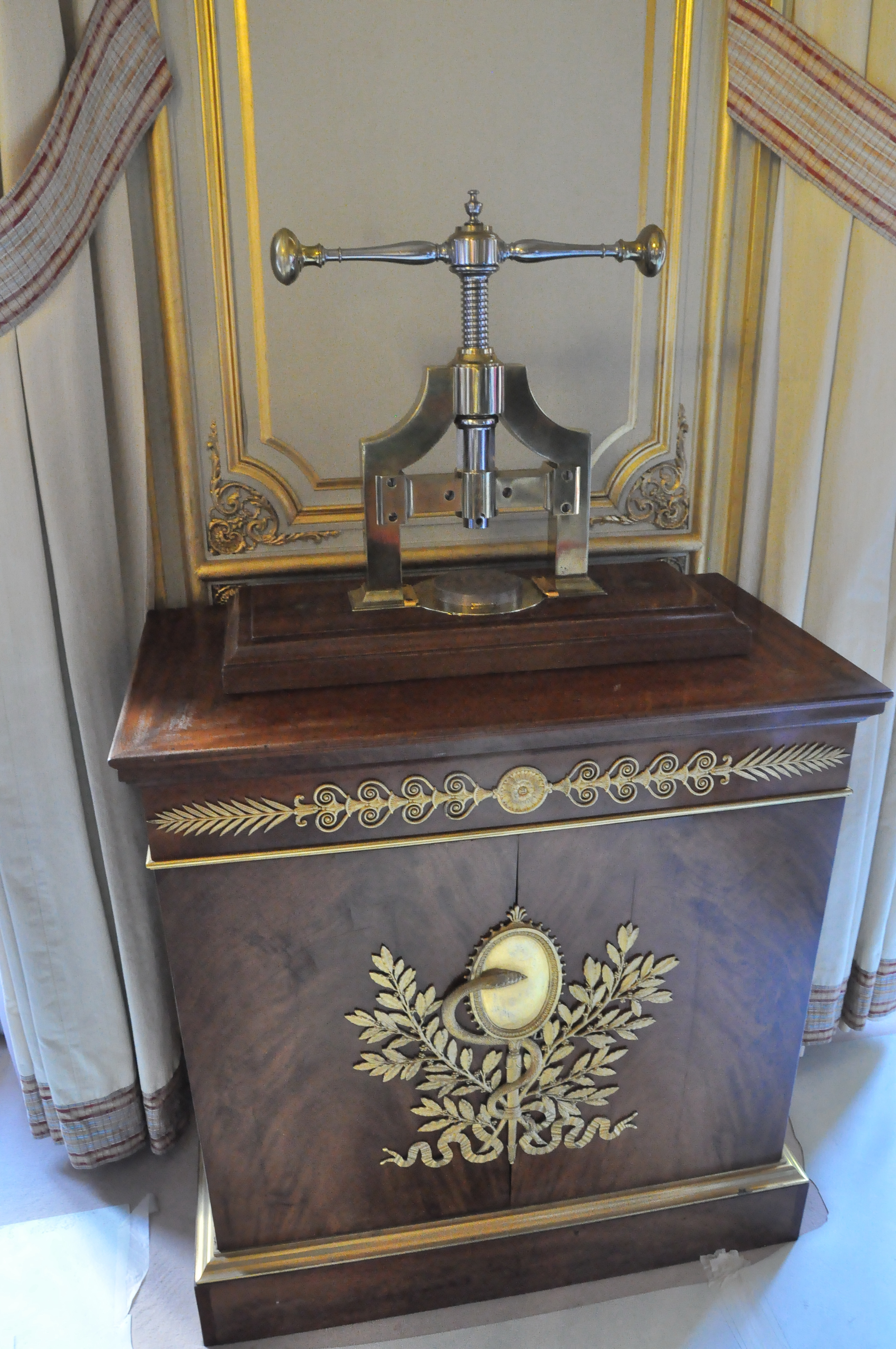
Pečetní stroj z roku 1810.

Během pečetění ředitel pro občanské záležitosti a pečeť pronese formuli qu’il plaise au ministre de bien vouloir apposer le Grand Sceau de la République française (nechť pan ministr připojí Velkou pečeť Francouzské republiky).
Pečetní stroj objednal v roce 1810 Cambacérès u truhláře Françoise-Honoré Jacoba-Desmaltera, váží 300 kg. Na jeho mahagonovém obložení jsou mosazné a bronzové pozlacené dekorace: zrcadlo, had, vavřínové listy - symboly opatrnosti a vážnosti.

## Vosk
Na pečeti se dříve používal vosk, který se ručně tvaroval do zhruba kruhových koláčků, kterým lis dával konečný tvar.
V dnešní době se tekutý vosk nalévá přímo do formy pod spodní matricí obklopenou pohyblivým kovovým kruhem. Do takto odlitého vosku se otiskne horní matrice a poté se čeká, až dostatečně ztuhne.
Použití Velké pečeti bylo prakticky opuštěno mezi lety 1920 a 1946, v té době došlo ke ztrátě formy na vosk. V roce 1946 proto pečetní služba Národního archivu provedla zkoušky vosku.

## Barva pečeti
Barvení pečetí se objevilo na konci 12. století. Královská kancelář za starého režimu používala zelený vosk pro listiny trvalé platnosti, žlutý vosk pro písemnosti dočasné platnosti (na plice), administrativní korespondenci nebo jednoduché objednávky (bez pliky), a bílý vosk na pečetění dokumentů týkajících se královských řádů.
Za Restaurace, červencové monarchie a třetí republiky se používal žlutý vosk, zatímco první republika, konzulát a první císařství používaly červený vosk.
Ústava z roku 1946 byla zpečetěna mimo pravidla předchozí republiky červeným voskem. Následně se barva pečeti změnila na žlutou s odkazem na třetí republiku a od roku 2002 se používá zelený vosk.

## Přivěšení
Za třetí republiky se stejně jako v dobách předchozích monarchií, používala červeno-zelená šňůra. Od roku 1946 se používá šňůra v barvách trikolóry.